# Houei Sai
Houei Sai (lao : ຫ້ວຍຊາຍ), Huay Xai ou Ban Houayxay, est une ville du Nord du Laos, capitale de la province de Bokeo. Située sur la rive gauche du Mékong, elle se trouve en face de la ville thaïlandaise de Chiang Khong (dans la province de Chiang Rai), à laquelle elle est reliée par un pont inauguré le 11 décembre 2013. C'est le point de passage le plus au nord entre les deux pays.
En 2015, la ville était peuplée de 29 866 habitants.

## Transports
Houei Sai est reliée à la province chinoise du Yunnan par la route nationale no 3, qui traverse Louang Namtha. La ville possède un aéroport domestique, avec des vols réguliers pour la capitale Vientiane et pour Luang Prabang (selon la saison). Le moyen de transport le plus utilisé est le bateau ("speedboats" et jonques à moteurs, péniches, bateaux de croisières, etc.) qui circulent sur le Mékong vers Pak Beng, Luang Prabang et d'autres destinations.

## Monuments
- Fort Carnot, un ancien fort français en ruine, se trouve sur une colline dominant la ville.
- Vat Jom Khao Manilat.

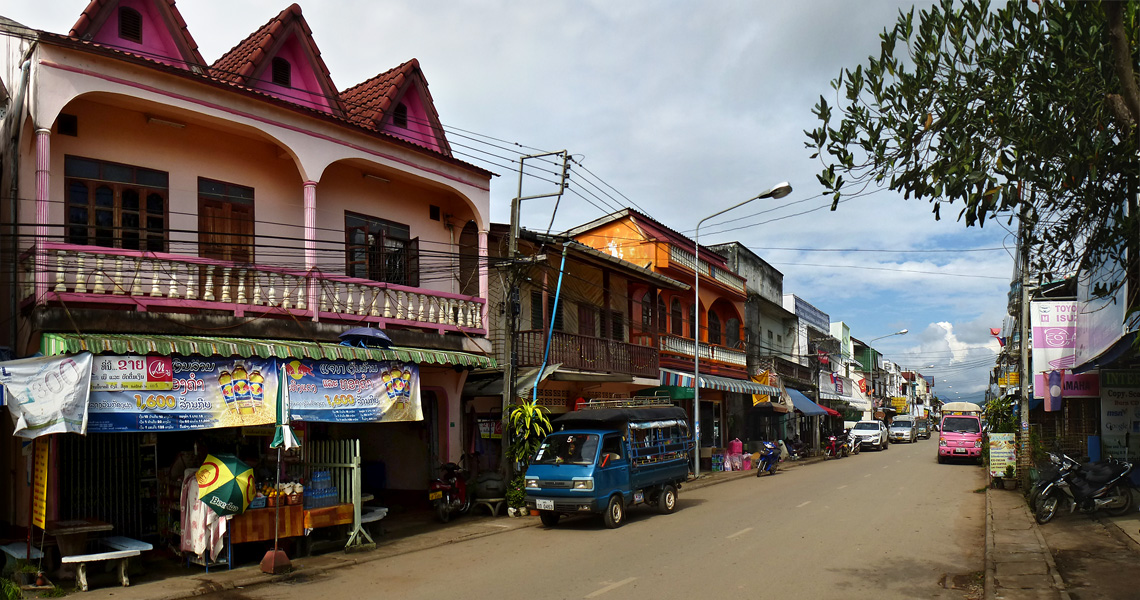
Le centre de la ville
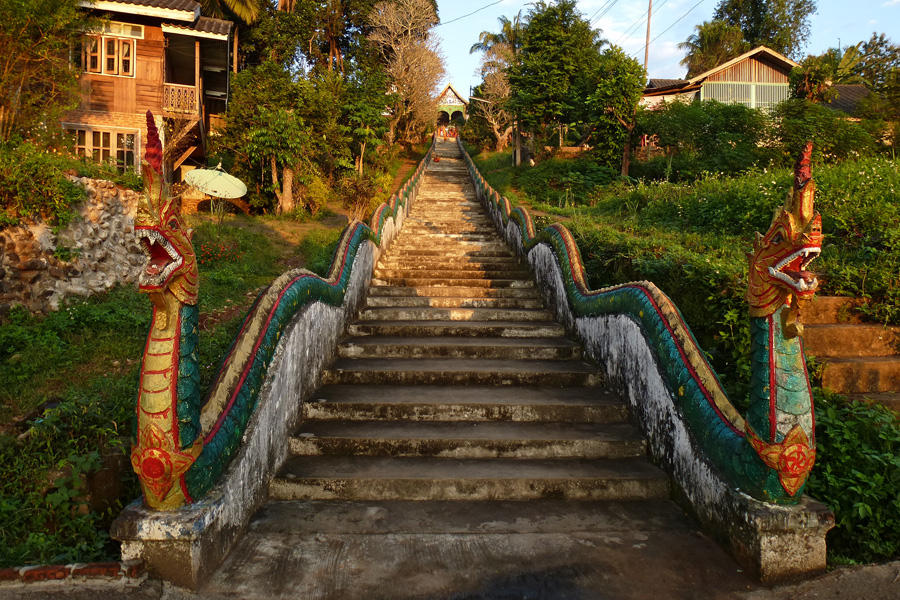
Escalier montant à la colline du temple
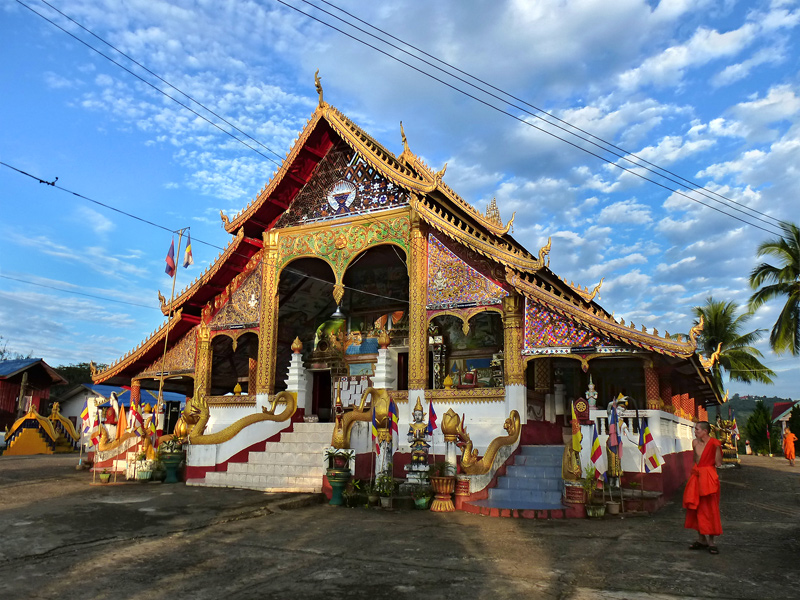
Vat Jom Khao Manilat

## Géographie

### Climat
| Mois                                | jan. | fév. | mars | avril | mai | juin | jui. | août | sep. | oct. | nov. | déc. |     |
| ----------------------------------- | ---- | ---- | ---- | ----- | --- | ---- | ---- | ---- | ---- | ---- | ---- | ---- | --- |
| Température moyenne (°C)            | 18,9 | 21,1 | 24,1 | 26,8  | 27  | 26,8 | 26,4 | 26,1 | 25,8 | 24,5 | 22   | 18,8 |     |
| Nombre de jours avec précipitations | 1    | 1    | 2    | 8     | 15  | 16   | 19   | 21   | 15   | 10   | 4    | 2    | 114 |